# 基本律 (オウム真理教)
真理国基本律（しんりこくきほんりつ）および太陽寂静国基本律（たいようじゃくせいこくきほんりつ）は、オウム真理教を国教とし日本国政府に代わって日本を統治する妄想上の国家である真理国ないしは太陽寂静国における最高法規。1994年7月から8月にかけて青山吉伸の手によって、第一次草案として作成された。

## 概要
オウム真理教の国家転覆計画の一端とされる。ただし教祖麻原彰晃はこれらの基本律について、十七条憲法のような倫理規範を作成してはどうかと発言したことはあったが、国家転覆を意図したものではなくミニ独立国のような単なる遊び心で作られたものに過ぎないと主張している。関連する文書としては、後述する『真理の御国の統治について』が存在し、また刑法に相当する「太陽寂静国刑律」の草案も作成されている。
どちらの基本律草案も前文と5章に分類される20条によって構成される。主権者は「神聖法皇」（しんせいほうこう）たる麻原彰晃であり、シヴァ大神の化身で「大宇宙の聖法」の具現者である神聖法皇は不可侵とされ、絶対的な権限を有する。
宗教学者の大田俊寛は基本律について「現実的な法律というよりは多分に幻想的で誇大妄想的」とした上で、「宗教的『至高性』に基づいた国家を形成したいという熾烈な願望」が表明されたものであると指摘する。

## 構成

### 前文
神聖法皇による建国の宣言と基本律の公布について記す。

### 第一章 神聖法皇
第1条 - 第8条により構成される。神聖法皇の広範な権限について規定する。

### 第二章 国民の権利義務
第9条 - 第14条により構成される。国民に「魂の向上をはかる恩恵」を享受する権利を認め、三宝に帰依する義務・オウム真理教の修行に励む義務・納税の義務・兵役を課す。

### 第三章 神聖法皇位の継承および摂政
第15条と第16条により構成される。神聖法皇位の継承と摂政について規定する。

### 第四章 真理国（太陽寂静国）の国章、暦および首都
第17条 - 第19条により構成される。国章と紀元、および首都について規定する。

### 第五章 改正手続
第20条のみで構成される。神聖法皇のみが基本律の改正を発議できると規定する。

## オウム国家
公安調査庁はこれら文書をもとに、オウムが国家転覆を図り、以下のような国家を成立させようとしていると主張し、オウム真理教への破防法適用において議論された（最終的に破防法適用は却下）。

### 政治
関連文書である『真理の御国の統治について』によれば、神聖法皇が統治を行うため選挙制度に基づく議会は不要とされ、政教一致の独裁国家とする。また神聖法皇の即位により天皇制は廃止され、従来の皇族は葛城等の氏を与えて民籍人（後述）となる。

### 国名
日本という国名も天皇制と不可分であることから、オウム真理教の理念に基づいた名称に改める。国名の候補としては「オウム国」「神聖真理国」「真理国」「太陽寂静国」が挙げられた。
新たな首都は富士山の麓に建設する。首都の名称は賢聖都ないしは富士法都とされる。国章としてオウム真理教の紋章を用い、紀元として建国の年を真理歴元年と定める。

### 階級制度
国民は僧籍人と民籍人に二分される。このうち僧籍人とは教団の関係者であり、基本律を含む律は適用されず代わりに秘密金剛乗が適用される。

### 法律の制定
- 教育法
- 税法
- 徴兵法
- 政府組織法
- 国籍法
- 軍事法
- 神聖法皇位承継法
- 警察法
- 検閲法

などを制定する。

### 刑罰
- 転生刑 - ポア（＝死刑）
- 温熱刑 - 熱湯による身体刑
- 課行刑 - 懲役

などを導入する。